# Angela Wynter
Angela Wynter (Kingston, Jamaica - 25 de março de 1954) é uma atriz jamaicana-britânica, conhecida por seu papel como Yolande Trueman na soap opera britânica EastEnders da BBC, aparecendo em 2003 a 2008, com uma participação especial em 2017. Em 2021, juntou-se ao elenco da soap opera Doctors da BBC, na personagem de Makeda Sylvester.

## Vida e Carreira
Depois de emigrar para o Reino Unido, ela se mudou para Hinckley, Leicestershire. Seu primeiro papel como atriz foi numa peça de teatro intitulada Meetings , onde atuou ao lado de seu cônjuge de EastEnders, Rudolph Walker. Wynter foi aclamada por interpretar o papel de Mout na produção da Talawa Theatre Company do monólogo do escritor Sol B River intitulado To Rahtid, dirigido por Yvonne Brewster no Young Vic Studio em 1996.  Em 2003, foi selecionada para compor o elenco da soap opera EastEnders na personagem Yolande Trueman, deixando o papel em 2007. Em 2017, retornou como convidada numa participação especial. Wynter baseou a personagem desse seriado em sua falecida irmã Merlene e desempenhou papel semelhante como Melba em No Problem!.
Em 3 de fevereiro de 2019, Wynter estreou no drama da ITV , na personagem Vera, no episódio "The Seagull". Em 2021, juntou-se ao elenco de Doctors, seriado de televisão da BBC, na personagem de Makeda Sylvester.
Participou também do longa-metragem, dirigido por Menelik Shabazz, Burning an Illusion (1981), ganhador do prêmio Grand Prix no Festival Internacional de Cinema de Amiens, na França.
Wynter apareceu em muitas outras séries de televisão, incluindo Minder (1984), The Bill (1992), Murder Most Horrid (1994), Cutting It (2002), nove episódios de Holby City (2002, 2009, 2015, 2016), Doctors (2002, 2009, 2013) e Death in Paradise (2017).
Sua carreira nos palcos de teatro, inclui a participação em Ear for eye (Royal Court Theatre), A Wolf In Snakeskin Shoes (Kiln Theatre), Simply Heavenly (Royal National Theatre Studio) e The Lion King (Lyceum Theatre). 